# Phoenix Wright (fiktiv figur)
Phoenix Wright, i Japan känd som Ryūichi Naruhodō (成歩堂 龍一 Naruhodō Ryūichi?), är en fiktiv försvarsadvokat från datorspelsserien Ace Attorney. Han skapades av spelregissören Shu Takumi - som också gjorde den japanska rösten till honom i de fyra första spelen - och designades av Tatsurō Iwamoto.
Phoenix är huvudfiguren i de första tre Ace Attorney-spelen, en viktig bifigur i det fjärde, och en av tre huvudfigurer i det femte. Han har också framträtt i crossover-spelen Ultimate Marvel vs. Capcom 3, Professor Layton vs. Phoenix Wright: Ace Attorney och Project X Zone 2, samt i filmen Ace Attorney (2012) och mangan Phoenix Wright: Ace Attorney (2007).

## Skapande
Shu Takumi kom på idén om en försvarsadvokat som huvudfigur medan han funderade över hur ett spel skulle se ut där spelaren har som mål att upptäcka lögner och motsägelser. Då Phoenix Wright: Ace Attorney var Takumis första arbete som manusförfattare tänkte han inte på att planera figurernas utveckling i förväg, så han hittade på dialog efter hand som han skrev manuset. I och med detta är Phoenix personlighet och tankesätt väldigt likt Takumis eget, och han säger oftast det som Takumi själv skulle ha sagt i samma situation.
Phoenix japanska förnamn, "Ryūichi" (龍一?), kommer från den mytologiska kinesiska draken; det första kanji-tecknet i namnet, "ryū" (龍?), betyder just drake. Hans familjenamn, "Naruhodō" (成歩堂?), kommer från det japanska uttrycket "naruhodo" (成る程?), som ungefär betyder "jag förstår". Uttrycket används ofta i Japan för att uttrycka att talaren är uppmärksam på samtalsämnet. Takumi valde det här namnet för att visa på Phoenix oerfarenhet som försvarsadvokat; trots att namnet betyder "jag förstår", så är det inte alltid säkert att Phoenix faktiskt förstår vad som försiggår. Uttrycket används också ofta under brottsutredningar i kriminalromaner, något som också förekommer i Ace Attorney-spelen.

### Lokalisering
I de västerländska versionerna av spelen har namnet lokaliserats för att engelskspråkiga spelare ska få en upplevelse som liknar den de japanskspråkiga får i originalversionerna. Förnamnet "Phoenix" kommer liksom "Ryūichi" från mytologi, men den här gången från Fågel Fenix; namnet syftar på hur Phoenix lyckas att vända till synes helt hopplösa rättegångar till sin klients fördel, i likhet med hur Fenix återföds från sin egen aska. Hans lokaliserade efternamn, "Wright", är en homofon till det engelska ordet "right", som kan översättas till "eller hur", och som används i ordlekar såsom "Right, Wright?" ("Eller hur, Wright?").
Under brainstormingen av namn till det första spelets lokalisering kom bland annat förslagen "Cole" och "Wilton" fram, men "Phoenix" valdes i hopp om att det skulle sticka ut från mängden. Phoenix smeknamn "Nick" valdes då det dels liknar "Phoenix", och dels låter trovärdigt.

## Fiktiv historia
I det första spelet, Phoenix Wright: Ace Attorney, är Phoenix en nybliven försvarsadvokat som tar sig an till synes omöjliga mordfall och försöker bevisa sin klients oskyldighet. Istället för att enbart lägga fram argument i rättssalen, är han aktivt med i brottsutredningarna och letar efter bevismaterial på brottsplatsen.
När Phoenix gick i grundskolan blev han anklagad för att ha stulit sin klasskamrat Miles Edgeworths lunchpengar, och eftersom det var en liten skola hölls en "rättegång" i klassen. Edgeworth och en annan klasskamrat, Larry Butz, stod upp för Phoenix, och sade att läraren och de andra eleverna inte hade några bevis för att Phoenix skulle ha varit tjuven. De tre pojkarna blev bästa vänner, tills Edgeworth flyttade efter att hans far hade mördats. Det visade sig senare att det var Larry som hade stulit Edgeworths pengar; Phoenix var överraskad, men Edgeworth verkade ha vetat hela tiden att det var Larry som låg bakom stölden. De här händelserna påverkade Phoenix starkt, och fick honom att vilja bli advokat.
Under sin tid på universitet blev Phoenix misstänkt för mord på sin flickväns ex, men försvarades av försvarsadvokaten Mia Fey och förklarades oskyldig. Efter att ha vuxit upp blev han själv en försvarsadvokat hos Mias advokatbyrå Fey & Co. Efter Mias död tog han över byrån tillsammans med Mias lillasyster Maya, och döpte om den till Wright & Co. Phoenix tog sig an flera fall och bevisade flera mordmisstänkta personers oskyldighet, tills han en dag blev lurad att lägga fram förfalskat bevismaterial och därmed blev av med sin advokatlicens. Efter detta adopterade han en flicka vid namn Trucy Enigmar, och gjorde om Wright & Co. till talangagenturen Wright Talent Agency; Phoenix tog anställning som pianist och pokerspelare på en rysk restaurang, medan Trucy arbetade som illusionist. De anställde senare advokaten Apollo Justice, och bytte namn på agenturen till "Wright Anything Agency" ("Wrights vad som helst-agentur"). Medan Trucy och Apollo arbetade med trolleri och brottsfall, hjälpte Phoenix till att skapa ett mer rättvist jury-system i rättsväsendet i Ace Attorney-världen.
Efter att ha rentvått sitt namn återfår Phoenix sin advokatlicens och återupptar advokatyrket. Trucy och Apollo jobbar fortfarande kvar på den kombinerade advokatbyrån och talangagenturen, och de anställer också den nyblivna advokaten Athena Cykes.

## Mottagande
Figuren Phoenix Wright har fått positiv kritik från recensenter, och har uppskattats för sina egenskaper som en sympatisk figur med ett realistiskt yrke. Den äldre Phoenix, som han framställs i Apollo Justice, blev dock inte lika uppskattad då han uppfattades som så pass "ointresserad och hemlighetsfull" att han verkade som en helt annan person. Game Daily har kallat honom för "den åttonde bästa Capcom-figuren", och poängterade särskilt hur han fortsätter att kämpa även i svåra situationer. De placerade även honom på 20:e plats på sin lista över "topp 25 hunkar i datorspel", och inkluderade honom i en lista över de datorspelsfigurer som de ansåg hade märkligast frisyrer.
Nintendo Power inkluderade Phoenix på 10:e plats i en lista över deras favorithjältar i datorspel, och sade att medan advokater ofta ses negativt, är Phoenix en som verkligen kämpar på de oskyldigas sida. Hans framträdande i fightingspelet Ultimate Marvel vs. Capcom 3 blev också positivt mottaget; Metro beskrev honom som "showens stjärna" i spelet.
År 2010 placerade UGO Networks honom på 57:e plats över årets bästa hjältar i underhållningsmedia, och 2012 placerade Games Radar honom på 55:e plats på en lista över "topp 100 bästa datorspelshjältar". Games Radar inkluderade honom även i en lista över "de 30 bästa Capcom-figurerna under de senaste 30 åren", och poängterade att han varken har några "speciella krafter" och "till att börja med inte ens är en särskilt bra advokat", men att de älskar honom just för att de fick se honom växa som person under spelseriens gång.
Phoenix har också blivit igenkänd för poser såsom dramatiskt pekande med fingret på den person han korsförhör, och för att ropa ut "Objection!" ("invändning!"), vilket har parodierats i bland annat anime-serierna The Melancholy of Haruhi Suzumiya, Panty & Stocking with Garterbelt och Maria Holic. Det dramatiska fingerpekandet har också förekommit i andra datorspel, exempelvis Professor Layton-serien och Zero Escape: Virtue's Last Reward.